# Coraline (película)
Coraline (Los mundos de Coraline en España, Coraline y la puerta secreta en Hispanoamérica) es una película de fantasía oscura de horror de animación stop motion estadounidense escrita y dirigida por Henry Selick, basada en la novela homónima de Neil Gaiman y estrenada por primera vez en salas de cine el 6 de febrero de 2009 en Estados Unidos. Fue la primera película en ser producida por los estudios de animación Laika.
Coraline recibió la aclamación universal por la crítica, e hizo 16.850.000 dólares durante el primer fin de semana de estreno, ocupando el tercer lugar en la taquilla. En septiembre de 2009, la película había recaudado más de $124 millones a nivel mundial. Coraline ganó los premios Annie a la mejor música, al diseño de personajes y al diseño de producción, y tuvo candidaturas al Óscar y al Globo de Oro a la Mejor Película Animada, por lo cual se ha convertido en una película de culto en la animación. Quince años después de su estreno inicial, en 2024 fue remasterizada en 3D y se reestrenó en varios países como México y España con motivo de su 15º aniversario, y recaudando más dinero.

## Argumento
La película comienza mostrando una muñeca flotando que entra por una ventana con la apariencia de una niña con trenzas y vestido rosa, cuyos ojos son botones. Unas manos hechas de agujas comienzan a descoserla y forman una nueva muñeca con la apariencia de una niña con el pelo azul. La muñeca vuelve a salir por la ventana.
A una enorme casa (que fue dividida en departamentos) llamada el Palacio Rosa, llega a vivir la familia Jones, un matrimonio con una hija única llamada Coraline, una niña curiosa a quien sus padres no le prestan atención debido a su trabajo como redactores de un catálogo de jardín.
Durante su exploración de la casa, Coraline descubre un pozo antiguo y conoce a un joven llamado Wyborn "Wybie" Lovat, el cual es el nieto de la propietaria de la casa y a su gato negro que en realidad no es suyo. El chico le explica que el pozo es tan profundo que desde el fondo el cielo nocturno se ve en pleno día. También le dice que le sorprende que su familia se haya mudado a la casa, pues su abuela no suele rentársela a familias con niños, pero esta misma lo llama antes de explicarle por qué. Antes de irse, Wybie le dice a Coraline que la rama que ella había tomado anteriormente, diciendo que es una varita de zahorí, es venenosa, por lo que su mano se irrita. Cuando este se va, Coraline tira una piedra al pozo esperando que impacte, cree escuchar una gota, pero en ese mismo momento empieza a llover.
Ya en su casa, Coraline desea salir al jardín a empezar a plantar, sin embargo, su madre se lo prohíbe debido a la lluvia y al barro. Además, Wybie le envía a Coraline una muñeca parecida a ella (la misma muñeca de la escena de apertura) la niña va con su padre, quien debido a su trabajo, le pide que vaya a explorar la casa y que anote todo lo que vea. Durante su paseo, descubre una diminuta puerta tapiada y le pide a su madre que la abra; a regañadientes, la señora Jones rompe el tapiz que la cubre y la abre utilizando una llave negra cuya cabeza tiene forma de botón, sin embargo, esta lleva a una habitación sellada con ladrillos, por lo que su madre supone que la clausuraron cuando dividieron la casa, y vuelve a su portátil sin cerrar la puerta.
En la noche, durante la cena, la niña se asquea debido a la horrible comida preparada por su padre; por lo que se va a dormir sin cenar, sin embargo, el sonido de unos ratones la despierta, y sigue a los roedores que se dirigen a la misteriosa puerta. Cuando Coraline la abre, se revela que los ladrillos han desaparecido y ahora hay un túnel de tonos azules y morados. Coraline lo atraviesa y se encuentra de nuevo en su sala, pero con leves diferencias. Al entrar a la cocina encuentra a su madre, pero al girarse esta, descubre que tiene botones cosidos a sus ojos. La mujer se presenta como su Otra Madre y le pide que vaya y busque a su Otro Padre.
Coraline conoce al Otro Padre, quien le canta una canción sobre ella en su piano, el cual maneja con unos guantes mecánicos que "lo tocan a él". Después se van a cenar, donde Coraline descubre que la comida es deliciosa y que sus padres siempre están al pendiente de ella, aunque también le parece un poco sospechoso. Después de cenar, los Otros Padres la llevan a un hermoso dormitorio y le aplican barro en su mano irritada por tocar la rama venenosa. Cuando despierta de lo que resultó ser un sueño, está de vuelta en su verdadera casa, pero cuando va a rascarse su mano irritada, se da cuenta de que el sarpullido ya no está. Coraline regresa a la puerta para comprobar si ese mundo era real, pero esta se encuentra nuevamente sellada con ladrillos.
Coraline le cuenta a su madre lo ocurrido, sin embargo, escéptica de lo que dijo su hija, le da permiso de salir a visitar a las señoras Spink y Forcible. Cuando sale, tropieza con unos paquetes llenos de queso en su puerta, y va a entregárselos al señor Bobinsky, un viejo acróbata de circo retirado y un eslavo obsesionado con un circo de ratones, quien confunde su nombre por Caroline. El señor Bobinsky, sin saber a qué se refieren, le advierte que los ratones le mandaron un mensaje en el que le advierten que no entre a la puerta secreta.
Coraline baja a visitar a las señoritas Spink y Forcible, unas acróbatas de circo inglesas retiradas (las cuales también la llaman Caroline), ellas, usando sus supuestos dones de adivinación, le advierten de un terrible peligro, aunque ellas mismas no se ponen de acuerdo en que decir. Ya de regreso a su casa, la niña se vuelve a encontrar con Wybie, y le pregunta si él hizo que la muñeca se pareciera a ella, él le dice que se la encontró de esa forma. Wybie le revela también que tiene prohibido entrar a la casa por su abuela y que no conoce el interior de la casa; también le explica que antes su abuela tenía una hermana gemela y que desapareció, argumentando que fue secuestrada.
Nuevamente en la noche, Coraline es guiada por los ratones al Otro Mundo, quien dejó un queso cheddar para los ratones, donde su Otra Madre la envía al hermoso jardín que su Otro Padre planta con su mantis religiosa. El Otro Padre le muestra que plantó el jardín y que desde arriba el jardín tiene la forma de su cara. En la cena, la Otra Madre le dice que el señor Bobinsky la invitó al circo de ratones y que el Otro Wybie la acompañará; el Otro Wybie se presenta como un chico que no dice nada. Ya en el circo, Coraline conoce al Otro Bobinsky, un hombre que le presenta un circo de ratones estupendo; después se despide y Coraline vuelve a su habitación, regresando nuevamente a su mundo. Sin embargo, Coraline empieza a hartarse de regresar al mundo real cada vez que despierta y trata de abrir la puerta, pero descubre que fue cerrada con llave y que esta desapareció.
Coraline y sus padres van a la ciudad para entregar su catálogo de jardín y su madre la lleva a comprar uniformes; ahí la niña ve unos guantes naranjas, pero su madre se niega a comprárselos. En el auto, Coraline reprende a su madre por la llave, ella le dice que la cerró debido a que había heces de rata en la puerta. Ya en la casa, su madre dice que van a hacer las compras; aprovechando esto, Coraline busca la llave y va hacia la puerta, y cuando la abre el túnel está abierto, descubriendo que el Otro Mundo si es real.
Al entrar, la comida está servida y su Otra Madre le informa en una carta que las señoritas Spink y Forcible la invitaron a su espectáculo después de la cena y le entrega un nuevo jersey a Coraline. Saliendo de la casa, se encuentra con el gato de Wybie, quien tiene la capacidad de hablar en el Otro Mundo; él le explica que puede ir venir al Otro Mundo cuando él quiere, y que es un juego entre la Otra Madre y él, ya que ella odia a los gatos y desea alejarlo cuando puede. Coraline no le cree y se va al show, donde los perritos de Spink y Forcible son los anfitriones. Cuando el show da inicio, ambas mujeres se pelean en plena función y después se ven en una plataforma alta, donde saltan y se quitan sus disfraces de anciana revelando un aspecto hermoso y joven y después toman a Coraline de su asiento y la hacen volar por todo el teatro hasta que terminan ovacionándola.
Al terminar el espectáculo, los Otros Padres de Coraline la llevan de nuevo a casa; el Otro Wybie se muestra triste, sin embargo la Otra Madre lo amenaza, forzándolo a sonreír mientras lo deja afuera de la casa. Ya en el comedor, los Otros Padres le proponen a Coraline quedarse con ellos para siempre, con la condición de que esta se deje coserse botones en los ojos. Aterrada, la niña se rehúsa a tal cosa y decide irse a su habitación en el Otro Mundo, para dormir y regresar a su mundo, como había pasado en otras ocasiones; sin embargo, todo en su habitación cobra vida e intentan convencer a Coraline de quedarse y coserse los botones, y a pesar de que esta intenta hacer todo lo posible para quedarse dormida, cuando despierta descubre que todavía sigue ahí.
Coraline baja las escaleras con la esperanza de poder salir del Otro Mundo por la puerta secreta, para su sorpresa, la puerta del salón donde está la puerta secreta está bloqueada, por lo que decide ir a interrogar al Otro Padre, pero este se empieza a ver deformado y le dice que no se va a ir, pero las manos del piano lo callan y tratan de arreglar su cara deformada. Coraline sale de la casa y empieza a caminar hacia el pozo con la esperanza de salir del Otro Mundo, en el camino se encuentra con el gato, quien la acompaña. Al llegar donde se supone debería estar el pozo, se encuentran en un vacío blanco; el gato le explica que esa parte es el vacío en ese mundo, pues la Otra Madre solo creó las cosas que impresionarían a Coraline. La niña le pregunta el por qué la Otra Madre la quiere solo a ella, a lo que el gato le contesta qué tal vez es porque quiere "algo que amar", "algo que no sea como ella" o tal vez solo busca "algo de comer", dejando algo consternada a Coraline. Ambos regresan a la casa y el gato dice que le dieron la vuelta al mundo, por su parte Coraline se queda sorprendida de que el Otro Mundo es muy pequeño en comparación al mundo real.
Cuando ya están cerca de la casa, el gato siente el sonido de una trompeta, que lo interpreta como una alerta, caza a un ratón acróbata, y al morderlo revela que en realidad es una horrible rata muerta, revelándole la realidad a Coraline. Ella entra a la casa, pero la puerta del salón sigue bloqueada, por lo que se ve obligada a romper la cerradura, al entrar se encuentra con la puerta abierta de par en par pero cuando se disponía a salir, un mueble insecto le bloquea la salida y la estancia se ilumina de morado, mostrando que la Otra Madre esta ahí; durante una discusión la niña le dice que ella no es su madre, la Otra Madre le ordena que se disculpe, pero Coraline se rehúsa con una mirada desafiante, es entonces que la mujer empieza a alargarse, revelando una forma de horrenda bruja, entonces la toma por la nariz y la encierra en una habitación ubicada del otro lado de un espejo, y le dice que no saldrá "hasta que sea una buena hija".
Ahí, Coraline conoce a los fantasmas de tres niños (un niño y dos niñas), quienes le cuentan su historia; la Bruja (la Otra Madre) los espiaba a través de los ojos de la muñeca y al ver que sus vidas no eran felices, los atrajo al Otro Mundo con comida, tesoros y juegos, además de que estos aceptaron que la Otra Madre les cosiera los botones en los ojos; sin embargo, después de eso los encerró en ese lugar y se comió sus vidas. Posteriormente, los niños fantasmas le piden a Coraline que encuentre sus ojos para poder liberar sus almas de ese mundo y Coraline les promete que lo hará, pero en ese momento el Otro Wybie libera a Coraline de su prisión y descubre que le cosió la boca para hacer que sonría pero luego después la ayuda a escapar a la puerta, donde esta última le pide que la acompañe, pero el Otro Wybie se niega, debido a que él es solo una creación de la Otra Madre y si entra en el túnel se convertirá en polvo, por lo que Coraline no tiene más remedio que escapar ella sola y sellar la puerta. Mientras pasa por el túnel, descubre que el mismo se ha vuelto un horrible pasaje lleno de telarañas y juguetes viejos. Coraline llega a su mundo y cierra la puerta con llave desde el otro lado, y encuentra en el comedor las compras que su madre hizo, pero todo se encontraba caducado y en muy mal estado, ya que ha pasado más tiempo del que ella cree, y pronto se da cuenta de que sus padres no están, por lo que comienza a buscarlos hasta que es interrumpida por Wybie, quien llama a la puerta y le pide de regreso la muñeca a Coraline, pues en realidad le pertenecía a su abuela; la niña le explica lo que pasó en el Otro Mundo, obligando a Wybie a entrar en la casa con ella a buscar la muñeca, pero el niño solo se limita a tacharla de loca y huye tras ser echado de la casa por Coraline, después se encuentra el auto de sus padres, creyendo que ya llegaron, pero no están. Coraline encuentra el celular de su madre para llamar a su padre pero no recibe respuesta. Coraline visita de nuevo a las señoritas Spink y Forcible, que le dan un objeto hecho de caramelos viejos, el cual es un triángulo con un agujero en el centro y cada una le explica que es para cosas malas y cosas perdidas. Al caer la noche, Coraline regresa a la casa completamente triste, recrea a sus padres con unas almohadas y se mete en su cama, llorando, pero el gato la despierta y lleva a la niña hasta un espejo de la casa en la que aparecen sus padres atrapados en una especie de mundo nevado, al verlos la madre de Coraline rápidamente escribe un mensaje diciendo "¡Ayúdanos!", por lo que en acto de desesperación Coraline rompe el espejo y le pregunta al gato como es que esto pasó, por lo que el gato la guía hasta la habitación de sus padres y saca de debajo de la cama la muñeca de Coraline, pero ahora con la forma de sus padres y deduce que la Otra Madre es la responsable del secuestro como signo de advertencia, por lo que la niña lanza la muñeca a la chimenea y la misma se incinera con el fuego.
Al no tener más remedio, Coraline decide regresar al Otro Mundo a rescatar a sus verdaderos padres y en ese momento el gato le sugiere que rete a la Otra Madre a un juego para rescatarlos, aunque sabe perfectamente que esta última no jugará honestamente el juego, pero no se negará a tal solicitud, en ese momento Coraline ve a la Otra Madre en el otro lado disfrazada de su verdadera madre, creyendo que vino a salvarlos pero resultó ser un engaño para atraerla y obliga al ya deformado Otro Padre a sujetarla, luego envía una de las ratas hacia el mundo real a por la llave, y cuando vuelve, la Otra Madre cierra la puerta con llave y se la traga. En eso, Coraline le pregunta por qué esta no tiene su propia llave y el Otro Padre le dice que solo hay una llave, pero la Otra Madre lo silencia y se lo lleva de nuevo. La Otra Madre le prepara el desayuno a Coraline, esta última desafía a la Otra Madre a un juego de buscar cosas perdidas, entre las cuales están los ojos de los fantasmas y a sus padres, donde también le menciona que si ella pierde el juego se quedara en el Otro Mundo por siempre y dejará que la Otra Madre le cosa los botones en los ojos, pero si en caso contrario Coraline gana, la Otra Madre tendrá que dejarla ir sin restricciones. Por su parte, la Otra Madre acepta el juego, pero antes de comenzar Coraline exige que la Otra Madre le dé una pista para ubicar los ojos de los fantasmas y sus padres o de lo contrario no aceptará jugar con ella. La Otra Madre admite que Coraline tiene razón y esta le da a la niña como pista la ubicación de los ojos de los fantasmas, los cuales se encuentran entre las tres maravillas que preparó para ella, en eso Coraline también le pide la pista sobre sus padres, pero la Otra Madre indirectamente le dice que ese asunto es con ella personalmente y desaparece de la escena en el momento que Coraline aparta la vista de ella.
En ese instante, Coraline deduce que las tres maravillas a las que se refiere la Otra Madre son los dos espectáculos y el jardín; por lo que primero se dirige al jardín para buscar el primero de los ojos, utilizando el artefacto que le dieron Spink y Forcible previamente, la propia Coraline rápidamente descubre que la esfera de la palanca de cambios de la mantis del Otro Padre son los ojos de uno de los fantasmas. Sin embargo y de forma súbita, el Otro Padre bajo el control de esta máquina la ataca, hasta que finalmente se queda atascado en el centro del puente y a punto de caer al lago del jardín, pero el Otro Padre se las arregla para liberarse del control de la mantis y le entrega los primeros ojos de los fantasmas a Coraline. Posteriormente el Otro Padre se ahoga en el fondo del lago, y en ese momento el jardín se torna de piedra y la luna comienza a eclipsarse en forma de botón, es entonces que el niño fantasma le da las gracias por encontrarlo, pero le recuerda a Coraline que aún quedan otros dos ojos perdidos. Coraline le menciona que no se preocupe, que ella los encontrará sin importar lo que pase.
Momentos después, Coraline se dirige al teatro de las Otras Spink y Forcible, en donde descubre que los perros de ambas se han convertido una combinación extraña entre perros y murciélagos, quienes duermen en el techo del teatro, posteriormente la luz del escenario se enciende y muestra un enorme caramelo envuelto; Coraline, usando la piedra de caramelo de Spink y Forcible descubre que ahí está el segundo de los ojos, los cuales se encuentran en la perla del anillo de estas mujeres, pero cuando Coraline la agarra, rápidamente es atacada por estas mujeres, las cuales están convertidas en una especie de dulce rosa y verde con los cuerpos mezclados que la empiezan a atraer hacia el envoltorio mientras le gritan: "Ladrona". Pero afortunadamente Coraline se las ingenia para liberarse de estas, usando su linterna para así despertar a los perros-murciélagos que están en el techo, los cuáles atacan con rapidez a las dos mujeres de caramelo, logrando que Coraline en el proceso les arrebate la perla y el teatro se torna de piedra junto con las mujeres y sus perros-murciélago, en ese momento, la niña fantasma se manifiesta ante ella en la perla donde están sus ojos y le menciona a Coraline que debe darse prisa, ya que el tiempo se le está agotando.
Posteriormente, Coraline se dirige a la casa del Otro Bobinsky, y descubre la ropa del Otro Wybie colgada en el techo, por lo que deduce que este último fue desintegrado por la Otra Madre debido a su traición. Desde lo alto del balcón, Coraline grita: “Bruja mala, no te tengo miedo”, y entra a la habitación y ve una especie de hombre con la ropa de Bobinsky, que le dice que no se vaya, la niña le dice que no le hará caso a una imitación del señor Bobinsky, a lo que el hombre dice que ya ni siquiera es eso. Justo cuando Coraline descubre que el último de los ojos es la pelota que tiene una estrella y le quita el sombrero al Otro Bobinsky, súbitamente una rata acróbata salta y se la lleva, donde momentos después el cuerpo del hombre se disuelve, revelando que eran ratas dentro de la ropa de Bobinsky. Rápidamente, Coraline trata de quitarles el ojo, pero para ello lanza la piedra de Spink y Forcible a las ratas sin éxito. Estas empujan a Coraline a la valla del balcón, que se desprende por la fuerza y hace que la niña caiga, quedando semiinconsciente, pero se recupera rápidamente y ve cómo el tiempo se le termina, ya que la luna se está eclipsando muy rápidamente. Sin embargo, al girar la cabeza buscando el ojo restante, no lo encuentra, por lo que decide darse por vencida al haber perdido el juego y comienza a llorar de dolor, pero afortunadamente el gato se aparece con la rata muerta y le entrega el último de los ojos y la luna eclipsada se detiene unos segundos a la mitad hasta que toda la casa se convierte en piedra como resultado de que encontró el último ojo del fantasma, ahora completamente animada le menciona al gato que es tiempo de entrar a la casa y encontrar a sus padres y acabar este asunto de una vez por todas.
Justo en ese momento, la luna se eclipsa completamente con la forma de un botón y el Otro Mundo comienza a desintegrarse, por lo que rápidamente Coraline toma al gato y entra a la casa antes de que el exterior desaparezca, posteriormente se dirige a donde está la puerta y se encuentra nuevamente con la Otra Madre, quien ha tomado la forma de una mujer araña y le menciona a Coraline que ha vuelto de su búsqueda y también trajo a una plaga con ella, refiriéndose al gato. En ese momento, la Otra Madre le exige los ojos de los fantasmas que Coraline encontró previamente, pero justo cuando esta última esta a punto de darle los ojos, rápidamente se rehúsa a entregárselos a la Otra Madre y le recuerda que aún no ha terminado el juego, cosa que la Otra Madre admite que es cierto y que después de todo Coraline aún tiene que encontrar a sus padres para ganar, pero en ese instante la Otra Madre le revela a Coraline que ella tiene la piedra de caramelo que Spink y Forcible le entregaron y la arroja al fuego mientras se ríe maléficamente, en ese instante, la segunda niña fantasma se aparece en la pelota, forma en la que la Otra Madre disfrazó sus ojos y le advierte a Coraline que sea inteligente, ya que aunque gane el juego, la Otra Madre jamás la dejará ir. Por lo que en ese momento y tomando en cuenta el consejo que le dio la fantasma de que la Otra Madre no cumplirá su parte del trato si gana, Coraline de forma astuta le menciona a la Otra Madre que ya sabe dónde ocultó a sus padres y que los mismos están dentro de la puerta secreta, con el fin de que pueda abrirla y así pueda escapar del Otro Mundo, la Otra Madre confiada de que ganaría el juego empieza a reírse y momentos después regurgita la llave de su boca para abrir la puerta ingenuamente. Sin que ella lo note, Coraline escucha el rechinado de un cristal y observa toda la habitación para encontrar el origen de dicho ruido, hasta que finalmente el gato descubre de donde proviene y encuentra a los padres de Coraline, los cuales están atrapados en una bola de nieve del Zoológico de Detroit. Pero justo cuando estaba a punto de tomarla, la Otra Madre voltea a ver a Coraline mientras sonríe, pero con tal de no levantar sospechas, Coraline le insiste a la Otra Madre que abra la puerta, ya que está muy segura de que sus padres estarán ahí, pero en ese momento la Otra Madre le responde a Coraline que se equivocó y que ha perdido el juego, por lo que ahora esta deberá coserse los botones en los ojos y quedarse en el Otro Mundo por siempre, pero Coraline le responde en tono desafiante diciendo: "No, pienso, ¡quedarme!", tomando rápidamente al gato y lanzándoselo en la cara a la Otra Madre. Esta última empieza a forcejear con el animal, y en medio de esto Coraline toma la bola de nieve en la que están atrapados sus padres y trata de ver como llegar a la salida, por otro lado el gato en medio del forcejeo consigue arrancarle los ojos de botones a la Otra Madre, dejándola completamente ciega, pero consigue quitarse de encima al gato y lo arroja contra uno de los muebles en forma de insecto.
Ahora muy enfurecida y ciega, la Otra Madre acusa a Coraline de haber hecho trampa y hace desaparecer el piso de toda la habitación, causando que Coraline caiga en lo que parece ser una enorme telaraña, en medio de esto el gato salta hacia la puerta y escapa de la escena, por su parte Coraline queda a merced de la Otra Madre que salta directamente hacia ella, pero Coraline se las ingenia para volver a subir y llegar a la puerta donde también toma la llave, sin embargo, la Otra Madre la sigue y esta última trata de impedir que Coraline cierre la puerta, pero los fantasmas se aparecen para ayudar a la niña y consiguen cerrar la puerta, cortándole en el proceso una de las manos metálicas a la Otra Madre con la puerta. Rápidamente, Coraline cierra la puerta del Otro Mundo con llave, pero en ese momento la Otra Madre comienza a gritar desesperadamente y golpear la puerta, mientras le expresa a Coraline que por favor no se vaya, porque sino se moriría sin ella y el túnel empieza a encogerse, pero Coraline consigue salir del túnel y rápidamente cierra con llave la puerta del mundo real. Acabado este asunto, Coraline observa en su bolso que la bola de nieve que tenía atrapados a sus padres no esta y comienza a buscarla hasta que descubre la bola de nieve rota en el estante de la chimenea, pero justo en ese momento los padres de Coraline llegan y revelan no tener ningún recuerdo de su cautiverio.
A la hora de dormir, su madre le da un obsequio a Coraline, los guantes que ella quería, el gato aparece y Coraline se disculpa por haberlo lanzado a la cara de la Otra Madre, el gato la perdona y deja que lo acaricie, Coraline lo mete a su habitación y le dice que es hora de liberar a los fantasmas, a lo que él gato asiente y se acurruca junto a la niña; ella pone los objetos debajo de su almohada y duerme. En su sueño, los niños le agradecen su ayuda, pero le advierten que sigue en peligro mientras tenga la llave en su poder, pues solo hay una y la Otra Madre la puede encontrar para escapar nuevamente, entonces Coraline se despierta y decide deshacerse de ella en el pozo el cual no existe en el otro mundo, pero el gato intenta detenerla, ya que la mano metálica de la Otra Madre está en el mundo real y aún puede atacarla. La niña le aparta con el pie y sale de su casa camino al pozo, mientras la mano metálica sale detrás suya. Antes de que pueda tirar la llave, la mano se lanza sobre Coraline y comienza a arrastrarla por el cuello junto con la llave hacia la casa, mientras que se ve en una escena que la Otra Madre golpea la puerta, pero Wybie llega e interviene y sujeta la mano metálica con una tenaza y se la quita de encima a Coraline, sin embargo esta se libera y rápidamente toma represalias sobre el joven y este termina resbalando de su bicicleta y queda suspendido de una mano y a punto de caer al pozo abierto, pero al intentar sostenerse con las dos manos, la mano de la Otra Madre sube rápidamente sobre Wybie y le pincha una de sus manos para hacerlo caer al vacío, pero afortunadamente Coraline se recupera y atrapa a la mano metálica con su bata, aunque esta se libera y se prepara para atacar a la chica, en el último segundo Wybie logra subir de nuevo a la superficie y usa una roca para aplastar la mano y la destruye en mil pedazos de una vez por todas, posteriormente Coraline envuelve la roca con los restos de la mano con su bata y enreda la llave en ella, para luego entre los dos lanzar la bola al fondo del pozo y cerrarlo.
Posteriormente el mismo Wybie se disculpa con Coraline por no haberle creído la primera vez sobre esa cosa maligna, ante esto Coraline le pregunta a Wybie sobre porque decidió cambiar de opinión y este revela que su abuela le mostró una foto después de que este le dijo loca a Coraline la primera vez y se muestra a su abuela y a su hermana antes de su desaparición y Coraline la reconoce como una de los fantasmas. Ella le dice que lleve a su abuela a la fiesta de jardín del día siguiente. Coraline, feliz por estar en su verdadera casa, le da a sus vecinos limonada mientras todos le ayudan con el jardín, Wybie llega con su abuela, la niña se presenta y se acerca a ella ansiosa de contarle su historia. La película termina alejándose y mostrando la casa y al gato acostado en el letrero de la casa, el cual se levanta y desaparece, entrando nuevamente al Otro Mundo.

## Producción
Uno de los grandes retos de la animación stop-motion, es crear personajes que no se asemejen demasiado a lo humano. Uno de los estudios que producen este tipo de películas son los estudios Laika, quienes han producido diversos largometrajes como ahora Kubo and the Two Strings (2016) y The Boxtrolls (2014). Pero la primera película producida por esta compañía fue Coraline. Uno de los aspectos que otorgan gran importancia e innovación a la película de Coraline es que fue la primera película de stop-motion rodada en 3D y HD.
Henry Selick invitó al ilustrador y dibujante inglés
Tadahiro Uesugi a formar parte de la película.  Una vez Uesugi acabó con la propuesta visual de los personajes, se dirigió a Estados Unidos, donde se reunió con Chris Butler, director del storyboard. Una característica del storyboard de la película es que se usaron monitores LCD Cintiq, de Wacom. No fue hasta después de todo esto que se acabó de decidir qué la técnica usada sería el stop-motion, aunque esa era la idea del director desde un principio.
En la producción de Coraline participaron un total de treinta y cinco animadores. Cada uno de ellos podía llegar a tardar una semana de trabajo en obtener una escena de dos a seis segundos y medio de animación. El rodaje en sí, duró unos dieciocho meses, y en total, fueron necesarias quinientas personas y cuatro años para completar la película. Cada una de las figuras de los personajes, requería al menos la actuación de treinta artistas y un período de tiempo de entre tres y seis meses para dar por finalizada su fabricación. Esto incluía personas para poder moldear, esculpir y armar cada una de las piezas que constituía cada marioneta. Para la creación de éstas, decidieron crear un esqueleto que fuera resistente, pero que también proporcionara cierta movilidad. Estos esqueletos fueron recubiertos de una piel de silicona ya que esta tiene una textura realista y permite moldearse dependiendo de la necesidad de la escena. Para que fuera más fácil la manipulación de la cara y que tuviera gran variabilidad en cuanto a la expresión facial del personaje, dividieron el rostro en dos partes intercambiables. De ese modo ampliaban el número de combinaciones posibles y en el caso de solo necesitar variar una de las dos partes, la otra se podía dejar. En total, se alcanzó la cifra de quince mil rostros diferentes para toda la producción. De Coraline se fabricaron seis mil trescientas caras. Las manos y el cabello fueron especialmente difíciles de crear. Las manos tenían que ser anatómicamente perfectas con relación al cuerpo. En cuanto al cabello de Coraline, se consiguió que las pelucas usadas pudieran ser animadas colocando alambres para poder moldearlo dependiendo de la situación. Aunque en muchos casos se trataba de cabello sintético, como es el caso del cabello de Coraline, en algún otro personaje se experimentó con pelo de caballo, de cabra e incluso cabello humano. Hicieron cuarenta y dos pelucas solo para Coraline. 
La ropa que llevan los personajes de la película está cosida a mano por una sola persona, Althea Crome, ella misma se define como una pionera del "microtejido". Este procedimiento requiere agujas de 0.01 milímetros de diámetro e hilos del grosor de un cabello humano. Se podía llegar a tardar seis semanas en el proceso de elaboración de unos mini guantes, desde la elaboración de un diseño hasta el producto ya terminado.
En la película podemos observar diversos elementos naturales como ahora por ejemplo lluvia y niebla. Estas técnicas podrían haber sido creadas mediante ordenador, pero Henry Selick prefirió no usar elementos simulados. Para recrear el efecto de la niebla, probaron diferentes técnicas, como por ejemplo grabar humo, hielo seco o algodón para crear un efecto de movilidad.
Desde el punto de vista del espectador, es muy complicado apreciar el manejo de la cámara en las animaciones. En el caso del stop-motion, no solo es necesario cuidar las tomas, es muy importante tener en cuenta la escala para que el público no se sienta como un gigante observando la película, ya que las medidas de los muñecos son mucho más pequeñas que las de la realidad a la que estamos acostumbrados. Para evitar todo esto, los realizadores de Coraline, usaron una visión estereoscópica, como la del ojo humano. Para poder lograrlo, cada toma estaba compuesta por dos fotografías, las cuales mostraban lo mismo pero desde dos ángulos un poco diferentes, tal y como lo hacen los ojos en el cuerpo humano. Esto ayudó a darle a la película una sensación de tercera dimensión.

## Reparto
| Personaje                | Actor de voz original (Estados Unidos) | Actor de voz (Hispanoamérica) | Actor de voz en (España) |
| ------------------------ | -------------------------------------- | ----------------------------- | ------------------------ |
| Coraline                 | Dakota Fanning                         | Ximena Sariñana               | Andrea Rius              |
| Madre/Otra madre         | Teri Hatcher                           | Patricia Palestino            | Ana Jiménez              |
| Padre/Otro padre         | John Hodgman                           | Rubén Cerda                   | Gabriel Jiménez          |
| El Gato                  | Keith David                            | Blas García                   | Enrique Jordá            |
| Wybie                    | Robert Bailey, Jr.                     | Bruno Pinasco                 | Raúl Rojo                |
| Señorita April Spink     | Jennifer Saunders                      | Gaby Cárdenas                 | Raquel Cubillo           |
| Señorita Miriam Forcible | Dawn French                            | Laura Luz                     | Yolanda Perez Segoviano  |
| Señor Alexander Bobinsky | Ian McShane                            | Héctor Lee                    | Rafael Azcárraga         |

## Personajes
- Coraline Jones: es la protagonista de la película; es una niña rígida, fuerte de carácter y clara al hablar. Tiene 11 años de edad.[6] Se muda a una casa compartida por otras personas llamada "El Palacio Rosa", junto a sus padres. Conoce a personas fuera de lo común que nunca la entienden y siempre confunden su nombre con "Caroline". En sí, Coraline es algo apartada debido a que sus padres siempre están ocupados como para prestarle atención, aparte de ser aventurera, es una niña de mucha energía y siempre quiere lograr que sus padres la entiendan aunque sin resultado alguno. Según los diseñadores de Coraline, era un gran error hacer personajes que tuvieran demasiada similitud con lo real por lo que la anatomía de Coraline es exagerada, más que todo en la cabeza y su cabello azul la que la diferencia al instante de muchos otros personajes.

- Mel Jones: una madre ocupada de Coraline; casi siempre se encuentra escribiendo un catálogo de plantas para su trabajo. Su esposo se dirige a ella como "la patrona" y dice estar demasiado ocupada como para darle a Coraline la atención que necesita. Ella prefiere no estar al aire libre, ya que odia la suciedad y la tierra. Es educada pero no tiene buen humor. Odia que su esposo eructe. También le gustan los tulipanes.

- Charlie Jones: un padre de Coraline, quien está igualmente ocupado debido a que también trabaja en el catálogo. Cocina horrible, tan horrible que Coraline dice que la va a envenenar. Le presta un poco más de atención a la niña que la madre pero casi nada. Le gusta la jardinería igual que a Coraline. En la película llevaba un fuerte resfriado y sarpullido.

- El Gato:  un gato negro del mundo de Coraline, puede desaparecer y aparecer en cualquier lugar. Es capaz de hablar en el otro mundo y es el principal guía y ayudante que tiene Coraline en ambos mundos para sobrevivir a las trampas de "Otra Madre". Es cuidado por Wybie y según él es un gato silvestre. La otra madre le tiene un profundo odio ya que él puede entrar y salir del "Otro Mundo" a su voluntad, debido a que la Otra Madre ha existido por cientos de años. Puede que sea más que solo un gato.

- Wybie Lovat: Personaje que solo aparece en la película. Su nombre completo es Wyborn Lovat. Es nieto de la dueña del departamento en el que vive Coraline. Es un chico excéntrico pero amable con las otras personas como Coraline. Le gusta andar en su bicicleta, mientras lleva un casco con el dibujo de una calavera y unos visores telescópicos. Para Coraline, es un charlatán y un fastidioso por lo cual se burla de él. Su tía abuela fue secuestrada por la otra madre y fue su última víctima antes de Coraline.

- Señor Bobinsky: Un retirado gimnasta ruso que vive en la planta superior del Palacio Rosa y es uno de los vecinos de los Jones. Bobinski vive de una exigente dieta a base de remolachas, y desea entrenar una banda de "Mushkas" (como él les dice), ratones que aparentemente son capaces de comprender lo que él les dice y viceversa, y que en el filme cuentan lo que hay detrás de la puerta a Coraline. Bobinski confunde el nombre de Coraline como "Caroline". Para la mamá de Coraline, es alcohólico.

- April Spink y Miriam Forcible: Son dos actrices inglesas retiradas. La señorita Spink es regordeta de pelo rosado y su particularidad es su gran trasero; mientras que Miriam es alta y al parecer con cintura pero su particularidad es su enorme busto. Ambas viven en el sótano rodeadas de perros. Ellas son de vital importancia porque advierten a Coraline sobre los peligros que ella corre mucho antes de que supiera lo que pasa en esa casa. April rompe uno de los tres bowls (el de 1921) que están llenos de confites viejos de Brighton en cuyo interior está "el caramelo del ojo"(su piedra de visión; esto no es una planchette de Ouija) y se lo da como obsequio diciéndole que con este objeto será capaz de ver cosas malas (según April) o cosas extraviadas (según Miriam) en el "Otro Mundo".
- La Otra Madre:  También conocida como Beldam es una criatura de origen desconocido, es la principal antagonista de la historia y vive en un mundo paralelo al de Coraline cruzando por una pequeña puerta en la Sala de Estar, llamado el "Otro mundo". Se gana el amor de Coraline dándole cosas y un mundo donde todo es a su gusto. Su verdadera forma da una figura que tiene similitud a una araña, con una cara huesuda, manos hechas por agujas y camina sobre cuatro patas afiladas. Ha secuestrado niños a través del tiempo para comer su vitalidad, por lo que siempre secuestra niños que son hiperactivos (por lo menos para sus padres). Ella es capaz de transformarse (como lo hace al tomar la forma exacta de la madre de Coraline cuando ella busca a sus padres) y conforme se debilita adopta su verdadera forma.

- El Otro Padre: Es una criatura hecha por la Otra Madre para engañar a Coraline. Es un gran pianista debido a unas manos mecánicas que "lo manejan", también canta y al mismo tiempo es el esclavo de la "Otra Madre", mostrando una actitud nerviosa y traumante. Su verdadera forma es una patética criatura con cuerpo de calabaza quien es designado para ser el primer obstáculo de Coraline, ya que le dio demasiada información. Cuando revela toda la información de "La Otra Madre", ella decide usar las manos mecánicas para obligarlo a manejar su Mantis-Robot que usaba para regar el jardín, con el objetivo de detener a Coraline. Durante la prueba, no desea lastimar a Coraline y en sus últimos momentos logra liberarse de las manos que lo estaban obligando a atacar a la niña y le entrega la esfera a Coraline (que era uno de los ojos de los niños) antes de que el puente se caiga y de desaparecer en el agua.

## Fecha de estreno
| País            | Estreno                                                |
| --------------- | ------------------------------------------------------ |
| Canadá          | Viernes, 6 de febrero de 2009                          |
| Colombia        | Viernes, 6 de febrero de 2009                          |
| México          | Viernes, 6 de febrero de 2009                          |
| Estados Unidos  | Viernes, 6 de febrero de 2009                          |
| Perú            | Jueves, 12 de febrero de 2009                          |
| Brasil          | Viernes, 13 de febrero de 2009                         |
| Portugal        | Jueves, 19 de febrero de 2009                          |
| Panamá          | Viernes, 27 de febrero de 2009                         |
| Argentina       | Jueves, 12 de marzo de 2009                            |
| Paraguay        | Jueves, 12 de marzo de 2009                            |
| Hungría         | Jueves, 12 de marzo de 2009                            |
| Polonia         | Viernes, 13 de marzo de 2009                           |
| Uruguay         | Viernes, 13 de marzo de 2009                           |
| Hong Kong       | Jueves, 30 de abril de 2009                            |
| Kazajistán      | Jueves, 30 de abril de 2009                            |
| Rusia           | Jueves, 30 de abril de 2009                            |
| Ucrania         | Jueves, 30 de abril de 2009                            |
| Ecuador         | Viernes, 1 de mayo de 2009                             |
| Rumania         | Viernes, 1 de mayo de 2009                             |
| Kuwait          | Jueves, 7 de mayo de 2009                              |
| Reino Unido     | Viernes, 8 de mayo de 2009                             |
| Irlanda         | Viernes, 8 de mayo de 2009                             |
| Lituania        | Viernes, 8 de mayo de 2009                             |
| Noruega         | Viernes, 8 de mayo de 2009                             |
| Sudáfrica       | Viernes, 8 de mayo de 2009                             |
| Estonia         | Miércoles, 13 de mayo de 2009                          |
| Países Bajos    | Miércoles, 13 de mayo de 2009                          |
| Líbano          | Jueves, 14 de mayo de 2009                             |
| Eslovenia       | Jueves, 14 de mayo de 2009                             |
| Suecia          | Viernes, 15 de mayo de 2009                            |
| Turquía         | Viernes, 15 de mayo de 2009                            |
| Bulgaria        | Viernes, 22 de mayo de 2009                            |
| Corea del Sur   | Viernes, 22 de mayo de 2009                            |
| Islandia        | Miércoles, 27 de mayo de 2009                          |
| Grecia          | Jueves, 28 de mayo de 2009                             |
| Egipto          | Miércoles, 3 de junio de 2009                          |
| España          | Viernes, 5 de junio de 2009                            |
| Finlandia       | Viernes, 5 de junio de 2009                            |
| Bélgica         | Miércoles, 10 de junio de 2009                         |
| Suiza           | Miércoles, 10 de junio de 2009 (región francoparlante) |
| Francia         | Miércoles, 10 de junio de 2009                         |
| República Checa | Jueves, 11 de junio de 2009                            |
| Dinamarca       | Viernes, 12 de junio de 2009                           |
| Italia          | Viernes, 19 de junio de 2009                           |
| Israel          | Jueves, 25 de junio de 2009                            |
| Australia       | Jueves, 6 de agosto de 2009                            |
| Alemania        | Jueves, 13 de agosto de 2009                           |
| Austria         | Viernes, 14 de agosto de 2009                          |
| Suiza           | Jueves, 27 de agosto de 2009 (región germanoparlante)  |
| Singapur        | Jueves, 29 de octubre de 2009                          |
| Japón           | Viernes, 19 de febrero de 2010                         |

## Banda sonora original
El álbum de la banda sonora de esta película es atípico, fuera de lo normal para lo que normalmente se estila, ya que está formada por un total de 32 movimientos entre temas cantados y partes instrumentales cortas y largas utilizados como música incidental o para llevar los motivos musicales de la película. Cuenta con contribuciones vocales breves como en el caso de la actriz Teri Hatcher en los temas "Dreaming" y "Mechanical Lullaby". También participan la Coral Infantil de Niza, la Orquesta Sinfónica de Budapest y los músicos Hélène Breschand y Christophe Grindel, junto a un tema de 28 segundos compuesto para la película e interpretado por el dúo de rock alternativo They Might Be Giants, llamado "Other Father Song", y que fue promocionado únicamente en Estados Unidos.
Cabe mencionar que hay dos canciones breves que no aparecen en el álbum de la banda sonora. Una es la que se titula "Nellie Jean", que corresponde a unos sonidos de arpa e interjección en la voz de un hombre en una breve escena en la calle, con actores ambulantes interpretando a Shakespeare Rascal, justo cuando el padre de Coraline se dispone a entrar apresuradamente en la tienda de jardinería; este tema fue escrito y ejecutado por Kent Melton. La otra canción no incluida es la que se titula "In the Store" ("En la tienda") que suena cuando Coraline va a comprar ropa para el colegio con su madre y se enamora de un par de guantes con rayas verdes y naranjas.
También hay otros temas cortos instrumentales que tampoco figuran en la lista original de la banda sonora, ligados a ciertas escenas en la película:
- Escena en la que la "Otra Madre" le dice a Coraline que cuando termine de comer quiere que jueguen juntas y Coraline, extrañada, le pregunta "¿Como al escondite?" y la Otra Madre asienta "Escondite en la lluvia".

- Escena donde cuando la Otra Madre y el Otro Padre llevan casi que empujando a Coraline a su habitación del Otro Mundo, pintada toda de rosado en donde los luciérnagas de madera vuelan, el peluche pulpo de un solo ojo habla y la foto de sus dos amigos se mueven.

- Escena en que Coraline ya ha bajado del apartamento del Sr. Bobinsky después de haberle dejado la correspondencia con los paquetes de muestras de queso Cheddar, una vez abajo en el terreno ella mira hacia arriba y ve que Bobinsky viene cayendo hacía ella. La instrumental finaliza cuando se dispone a bajar las escaleras que llevan a la casa de April y Miriam.

- Escena en la que April le dice a Coraline que se tome el té para leerle las hojas.

- Escena donde Coraline y Wybie están afuera del Palacio Rosa y Wybie se dispone a buscar babosas en la neblina.

- Escena cuando la Otra Madre está cocinando el queso Cheddar y le dice a Coraline que salga al jardín a buscar a su Otro Padre para que venga a cenar.

Todos las demás canciones que se oyen a lo largo de la película fueron escritas y producidas por Bruno Coulais a excepción de "Other Father Song", "Sirens of the Sea" (Sirenas del mar) que fue coescrito junto a Henry Selick y, "Other Father Song" con la colaboración de They Might Be Giants.
Algunas de las canciones que conforman la banda sonora—especialmente las canciones corales—están cantadas en una especie de jerigonza vocal, es decir, el texto que está siendo cantado es un galimatías, no es un lenguaje real, aunque para algunos a primer oído, pudiera parecer francés; pero no; se trata de todo un conjunto de palabras y frases sin sentido inventadas por el autor especialmente para cada tema coral, atendiendo más que todo al efecto eufónico que puedan tener las palabras (sonar agradable al oído) más que al significado real que puedan tener las mismas. Un ejemplo muy claro de esto es la canción titulada "End Credits Song", interpretada por la Coral de Niños de Niza, que dicho sea de paso, esta canción no está relacionada con ninguna de las escenas de la película, ya que como bien indica su nombre, suena cuando pasa la secuencia de créditos finales.

### Lista de canciones
1. End Credits Song (Canción de los créditos finales) – 1:54 Corresponde a secuencia de créditos finales al finalizar la película.Ejecutado por: Bruno Coulais / The Children's Choir Of Nice / Hungarian Symphony Orchestra
2. Dreaming (Soñando) – 2:20 Esta canción se escucha justo en la secuencia de apertura antes de comenzar la película como tal, es cuando vemos en pantalla a una muñeca vieja que viene flotando en el aire, pasa a través de una ventana y enseguida es agarrada por un par de manos de agujas las cuales van descosiendo a la muñeca para reemplazarle la vestido, el cabello de hilo de estambre, los ojos de botones y el relleno interior. La voz masculina que se escucha susurrando varias veces la palabra "Dreaming" es el mismo Bruno Colais grabada en una maqueta previa y mezclada posteriormente en estudio con la canción coral de los Niños de Niza. Ejecutado por: Bruno Coulais / Teri Hatcher / The Children's Choir Of Nice / Hungarian Symphony Orchestra / Bernard Paganotti
3. Installation (Instalación) – 2:28 Corresponde a la escena en que se marcha el camión de la mudanza y el gato ve cuando sale Coraline para conocer el entorno... De un montón de ramas cortadas de roble venenoso a la entrada del abandonado jardín, Coraline toma una vara zahorí (una rama en forma de Y) y comienza a buscar un viejo aljibe (pozo profundo) que se supone hay en los alrededores. La lírica de la canción es similar a la del tema "Exploration" (pista #5), solo en esta ("Installation") el niño que la canta tiene un tono de voz ligeramente más agudo que la del que interpreta la Pista #5 Ejecutado por: Hélène Breschand / Bruno Coulais / The Children's Choir Of Nice / Hungarian Symphony Orchestra / Mathilde Pellegrini
4. Wybie (Wybie) – 2:07 Ejecutado por: Hélène Breschand / Bruno Coulais / Hungarian Symphony Orchestra
5. Exploration (Exploración) – 2:01 Corresponde a la escena en que Coraline está aburrida y no deja trabajar a su padre escribir en la computadora. Este, para deshacerse de ella y poder trabajar, le da una libreta y un lápiz a Coraline y le dice que explore la vieja casa y cuente todas las ventanas, puertas y goteras que hay. La canción comienza a sonar cuando Coraline sale del estudio de su padre.Ejecutado por: Hélène Breschand / Bruno Coulais / Hungarian Symphony Orchestra / Mathilde Pellegrini
6. Other Father Song (Canción del otro padre) – 0:28 Corresponde a la escena en que Coraline entra al salón donde está su Otro Padre tocando el piano "que lo toca a él". Ejecutado por: Bruno Coulais / They Might Be Giants
7. The Supper (La cena) – 1:31 Corresponde a la escena en que la Otra Madre trae al comedor el pollo al horno que terminó de cocinar momentos antes y sentados todos a la mesa, comienzan a cenar.Ejecutado por: Bruno Coulais / The Children's Choir Of Nice / Hungarian Symphony Orchestra / Bernard Paganotti
8. Bobinsky (Bobinsky) – 2:23 Corresponde a la escena en que Coraline sale de la casa (su madre le dijo que por qué no visitaba a April y a Miriam) y se tropieza con la correspondencia, varios paquetes que tienen muestras de queso en su interior y que van dirigidos al Sr. Bobinsky, ella los recoge y decide llevárselos hasta la puerta de su apartamento.Ejecutado por: Hélène Breschand / Bruno Coulais / Hungarian Symphony Orchestra
9. Fantastic Garden (El jardín fantástico) – 1:34 Corresponde a la escena en que la Otra Madre le dice a Coraline que su Otro Padre está en el jardín y ella sale a buscarlo. Cuando ella va entrando al jardín, este parece despertar y comienzan a salir flores luminosas de donde hace un momento solo había terreno sin sembrar. Esta canción queda empalmada con el tema "Coraline Fly" que se desarrolla casi sin pausa de separación con la canción anterior. Ejecutado por: Bruno Coulais / Hungarian Symphony Orchestra / Choir of the Hungarian National Radio
10. Coraline Fly (El vuelo de Coraline) – 0:24 Corresponde a la escena en que el Otro Padre invita a Coraline a subir sobre la Mantis-Robot que funciona como un tractor y luego esta se convierte en una especie de helicóptero desde el cual Coraline puede ver el jardín todo iluminado con flores desde lo alto.Ejecutado por: Bruno Coulais / Hungarian Symphony Orchestra
11. Trap For The Mices (La trampa para los ratones) – 1:34 Corresponde a la escena en que Coraline adrede deja la puerta de su habitación entreabierta y deja en el suelo un trozo de queso Cheddar; al rato, llegan los ratones y se llevan el queso que ella dejó como cebo. Ella se levanta y corre tras los roedores que rápidamente se meten por la puerta secreta que ya no está tapiada. Coraline al descubrir que ahora hay un túnel-pasadizo decide cruzarlo para ver qué hay del otro lado. Ejecutado por: Hélène Breschand / Bruno Coulais / The Children's Choir Of Nice / Hungarian Symphony Orchestra
12. Mice Circus (Circo de ratones) – 1:27 Corresponde a la escena en que Coraline junto con el Otro Wybie entran por primera vez al Circo de Ratones mientras ella va devorando algodones de azúcar.Ejecutado por: Bruno Coulais / Hungarian Symphony Orchestra
13. Dreams Are Dangerous (Los sueños son peligrosos) – 1:27 Ejecutado por: Hélène Breschand / Bruno Coulais
14. Sirens of the Sea (Las sirenas del mar) – 1:38 Corresponde a la escena en que Coraline entra al teatro de la Otra April y la Otra Miriam y éstas le ofrecen una función de teatro de tema mitológico donde la Otra April personifica a una sirena de mar y la Otra Miriam es una Venus de Boticelli surgiendo de su venera. Ejecutado por: Bruno Coulais / Michele Mariana / Bernard Paganotti
15. In The Bed (En la cama) – 1:54 Corresponde a la secuencia en donde ya es de noche, afuera cae una fuerte lluvia y Charlie Jones está sirviendo la cena a su esposa y a Coraline (comida vegetariana de aspecto insípido, acelgas específicamente) y mientras lo hace, él le canta a Coraline una canción ("¡Oh!, mi nena linda es / que consentida está / te doy siempre tu avena / y tu helado va después.") Coraline se queja con su madre de por qué ella no es la que prepara la comida, luego se refiriere a la cena con la siguiente frase "Esto parece lama" y el padre le responde "Es lama o a la cama.". Coraline sube a su habitación y se recuesta en su cama, momento en el cual comienza la canción. Ejecutado por: Hélène Breschand / Bruno Coulais / Hungarian Symphony Orchestra
16. Spink and Forcible'(Spink y Forcible) – 0:33 Corresponde a la escena cuando Coraline visita por primera vez el apartamento de April y Miriam, una vez ya adentro de la casa de las actrices April (a gritos) le dice a Miriam que ponga la tetera.Ejecutado por: Bruno Coulais / Hungarian Symphony Orchestra / Bernard Paganotti
17. It Was Fantastic (Fue fantástico) – 2:10 Ejecutado por: Bruno Coulais / Hungarian Symphony Orchestra
18. Ghost Children (Los fantasmas de los niños) – 1:28 Corresponde a la escena en que Coraline es encerrada por la Otra Madre en la habitación detrás del espejo donde no hay puertas para salir, es ahí conoce a los tres fantasmas de los otros niños que murieron en ese lugar.Ejecutado por: Bruno Coulais / The Children's Choir Of Nice / Hungarian Symphony Orchestra
19. Let's Go! (¡Vamos!) – 1:09 Ejecutado por: Bruno Coulais / Hungarian Symphony Orchestra / Choir of the Hungarian National Radio
20. Playing Piano (Tocando el piano) – 2:48 Ejecutado por: Bruno Coulais / Hungarian Symphony Orchestra / Bernard Paganotti
21. Wybie That Talks (El Wybie que habla) – 2:09 Ejecutado por: Bruno Coulais / Hungarian Symphony Orchestra
22. Cocobeetles (Los chocorabajos) – 1:39 Ejecutado por: Bruno Coulais / Hungarian Symphony Orchestra
23. Alone (Sola) – 0:52 Ejecutado por: Bruno Coulais / Hungarian Symphony Orchestra / Mathilde Pellegrini
24. Dangerous Garden (El jardín peligroso) – 2:23 Corresponde a la escena en que Coraline comienza el juego con la Otra Madre, saliendo de la casa explora el jardín y es atacada por las flores-dragón, luego, tres abejas intentan robar "el caramelo del ojo" (su piedra de visión parecida a una planchette) y luego es atacada por la Mantis-Robot que termina por destrozar el puente del jardín, terminando esta y el Otro Padre en el fondo del estanque.Ejecutado por: Hélène Breschand / Bruno Coulais / Hungarian Symphony Orchestra
25. Reunion (Reunión) – 1:10 Ejecutado por: Hélène Breschand / Bruno Coulais
26. Coraline Dispair (La desesperación de Coraline) – 1:27 Ejecutado por: Bruno Coulais / The Children's Choir Of Nice / Hungarian Symphony Orchestra / Choir of the Hungarian National Radio
27. The Theater (El teatro) – 1:33 Ejecutado por: Bruno Coulais / Michele Mariana / Hungarian Symphony Orchestra
28. The Famous Mister B (El famoso Señor B) – 2:23 Ejecutado por: Bruno Coulais
29. You Know I Love You (Tú sabes que te amo) – 4:27 Ejecutado por: Bruno Coulais / Christophe Grindel / Hungarian Symphony Orchestra / Choir of the Hungarian National Radio
30. Mechanical Lullaby (Canción de cuna mecánica) – 2:24 Ejecutado por: Bruno Coulais / Teri Hatcher / The Children's Choir Of Nice / Hungarian Symphony Orchestra / Bernard Paganotti
31. The Hand (La mano) – 3:14 Corresponde a la escena en que la horripilante Mano-de-Agujas sale por la puerta secreta y se dispone a ir detrás de Coraline quien ha salido de la casa rumbo al pozo profundo para tirar allí la Llave de Botón para que la Otra Madre jamás la encuentre.Ejecutado por: Bruno Coulais / Hungarian Symphony Orchestra
32. The Party (La fiesta) – 2:32 Ejecutado por: Hélène Breschand / Bruno Coulais / The Children's Choir Of Nice / Hungarian Symphony Orchestra / Mathilde Pellegrini

## Trivialidades y diferencias entre el libro y la película
Un dato curioso es la confusión que hacen varios personajes en la película, llamando a Coraline “Caroline” en lugar de su nombre real. Esto, que también sucede en la novela original, puede ser una referencia a que Neil Gaiman, originalmente iba a llamar a la protagonista de la historia “Caroline” aunque cuando lo escribió por primera vez, escribió erróneamente “Coraline”, nombre que se terminó quedando por lo bien que se escuchaba.
- Wybie, en el libro, solamente es mencionado como el niño que vivió en la casa antes que Coraline, en la película es como un amigo sobre la base de la trama teniendo una versión en el otro mundo, cuando en el libro la única ayuda que obtiene Coraline es la del gato.

- En el libro no se habla de que la Otra Madre utilizase una muñeca para espiar a los niños. Para esto usa a las ratas y en la película incluso ella misma fabrica los muñecos a imagen y semejanza de cada niño que intenta acechar.

- En el libro, Gaiman no decía que el Sr. Bobinski fuera tan escurridizo. Tampoco lo llamó Sr. Bobinski, sino Sr. Bobo.

- En la película el Sr. Bobinski revela su nombre completo en la actuación de ratones a Coraline y Wybie, el cual es "Sergei Alexander Bobinski"; en el libro simplemente lo llaman Sr Bobo.

- En la película, la Otra madre le arrebata la piedra a Coraline y la destruye lanzándola a la chimenea. En el libro nunca le quita la piedra.

- En el libro el Gato le dice a Coraline que hay múltiples entradas a ese mundo, asimismo el gato le dice a Coraline que las entradas al mundo verdadero por donde pasaba se aplastaron y agrietaron por lo que queda atrapado en el mundo de la otra madre, acto seguido Coraline lo cuida al pasar por la puerta. En la película el Gato va y viene al otro mundo a su placer.

- En el libro, la pintura del comedor es de un cuenco con frutas y en el "Otro Mundo" son frutas podridas. En la película la pintura es de un niño al que se le ha caído su helado y en el "Otro mundo" el niño está sonriente comiendo su helado.

- En el libro, el Gato le explica a Coraline que la Otra Madre creó o encontró el “Otro mundo” a lo que Coraline le pregunta “¿Qué es la Otra Madre?” pero el Gato no le contesta. En la película esto no pasa.

- En la película, las ratas se transforman en ratones pequeños y lindos de cola larga. En el libro desde su aparición son ratas de dientes afilados.

- En el libro, después de que Coraline encuentra la tercera canica, la otra madre "cierra" todas las otras entradas, por lo que el gato se asusta y deja de hablar. En la película la otra madre intenta seguir el juego y transforma la habitación en una telaraña, después de que Coraline le lance el gato para arrancarle los ojos.

- En el libro, cuando Coraline y el gato le cortan una mano a la Otra Madre, Coraline siente la presencia de un ser más antiguo y temible que la Otra Madre, y de hecho asegura que esa cosa sabe que ella y el gato están ahí. En la película, el Túnel es creación de la otra madre.

- En el libro dicen que los muebles de la sala habían sido heredados de la abuela de Coraline; en la película nunca se habla de la abuela de Coraline.

- En el libro cuando Coraline quiere cerrar la puerta, la ayudan los otros niños y ella siente la presencia de sus padres a su lado. En la película solo la ayudan los otros niños.

- En el libro la Señorita Spink le dice a Coraline que el pozo es tan profundo que en el fondo, si mirara hacia el cielo, aún en pleno día podría ver las estrellas. En la película, Wybie es quien le dice esto a Coraline.

- En el libro, el Gato tiene ojos verdes. En la película sus ojos son azules.

- En la película hay un árbol caído al lado de la casa donde Coraline y el Gato hablan por primera vez. En el libro esto no ocurre.

- En el libro, querían coserle los botones a Coraline el primer día, ya que Coraline solo viajó una vez al Otro Mundo.

- En el libro, Gaiman describió los guantes como verdes fluorescentes. En la película son a rayas de colores naranja, rojo, verde y amarillo.

- En el libro, Coraline quiere jugar con el gato, pero siempre que lo intenta este huye. En la película en principio Coraline lo repudia y desprecia.

- En el Libro el Gato le dice a Coraline que la otra Madre la quiere solamente para quererla, aunque le suena como a algo que se quiere comer. En la película el Gato le dice que el Otro Wybie le dijo que ella corría peligro.

- En el libro, se dice que la Señorita Spink toma un paseo con sus perros. En la película nunca sale de su casa.

- En el libro, la Otra Madre abre el espejo con una llave de plata para encerrar a Coraline. En la película solo lo traspasa.

- En el libro la Otra Madre deja que Coraline vuelva a su mundo cuando se negó a que le cosieran botones en los ojos diciendo que esta igualmente regresaría (Porque raptaría a sus padres), en la película la Otra madre la encierra y ella se escapa con la ayuda de wybie.

- En la película Coraline es encerrada en el espejo y conoce a los espíritus de los niños antes de que la Otra madre secuestrara a sus padres, en el libro esto pasa después cuando regresa porque sus padres fueron raptados por la Otra madre.

- En el libro, la Otra Madre saca a Coraline del espejo y la lleva a la cocina. En la película, el Otro Wybie es quien saca a Coraline del espejo.

- En el libro, el espacio que se describe detrás del espejo es muy reducido y Coraline apenas puede acostarse incómodamente, en la película el espacio es del tamaño de una recámara y tiene una cama.

- En el libro, la aguja y el hilo para coserle los botones a Coraline se encuentran en una bandeja de plata encima de la mesa; en la película, su Otra Madre le muestra las cosas envueltas como si fueran un regalo para ella.

- En el libro Coraline tira la ropa que le confeccionó la Otra Madre, en la película se queda con ella.

- En el libro, Coraline pasa día y noche en el Otro Mundo, en la película, siempre es de noche.

- En el libro, todas las almas son canicas plateadas, en la película, son: perilla de la mantis que le da el Otro Padre a Coraline, una perla en el anillo que lleva la Otra Señora Spinks, y una pelota que usan las ratas del Sr. Bobynski.

- En el libro, Coraline pasa a participar en el espectáculo de las señoritas Spink y Forcible y como premio le dan una caja de bombones; en la película, la toman del público y Wybie le lanza una rosa.

- En el libro, Coraline habla con un perro en la función de teatro; en la película, no aparece el perro.

- En el libro, cuando Coraline está sola llama a la policía y dice que su Otra Madre secuestró a sus padres y el policía se burla; en la película, encuentra un muñeco de sus padres uno al lado del otro y ella lo deduce, no obstante, en la película aunque la escena se rodó no se incluyó en la edición final.

- En el libro se establece la trama en Inglaterra, mientras que en la película se desarrolla en Estados Unidos.

- En la película, la Otra Madre alega que no tiene a sus padres y que se hartaron de ella y se fueron a Francia; en el libro, le muestra a Coraline una vista falsa de sus padres que llegan de viaje diciendo que era mejor sin Coraline.

- En el libro, Coraline busca una ropa normal para usar ya que solo había disfraces en ese mundo; en la película, la Otra Madre le regala una ropa específica que encantó a Coraline.

- En la película, el jardín es la primera maravilla que encanta a Coraline; en el libro, no hay jardín: esta maravilla es reemplazada por su cuarto.

- En la versión cinematográfica, se basaron más en las cualidades de una araña: la Otra Madre es una costurera experta, lo cual se demuestra mientras hace la muñeca y cuando el Otro Mundo se deshace, pareciera que fuese hilo; en el libro lo único que ella cose son los botones.

- En la película, los símbolos de la otra madre aparece una mano de aspecto siniestro. En el libro solo es una mano echa té en el vaso de Coraline.

- En el libro, atrae a la mano llevándola al campo y fingiendo tener una fiesta de té con sus muñecas; en la película, la mano la sigue cuando intenta esconder la llave.

- En la película cuando el gato pelea contra la Otra Madre, le arranca los ojos. En el libro solo la corta y brota sangre negra de sus heridas.

- En la película, el Otro Padre es músico y jardinero y compone una canción para Coraline; en el libro, no hace nada más que su trabajo normal.

- En el libro, la Otra Madre le da una llave que saca de su propia boca a Coraline, para seguir con el juego; en la película, esto nunca pasa, solo hay una, la otra madre se traga la llave para abrir la puerta que conecta ambos mundos.

- En el libro, cuando Coraline cierra la puerta del corredor del "Otro Mundo", la Otra Madre solo la persigue. En la película ella transforma la habitación en una telaraña gigante.

- En el libro, el gato escapa junto con Coraline. En la película es el primero en salir.

- En el libro, el Otro Padre es encerrado por la Otra Madre en un sótano y se vuelve como un gusano blanco enorme que, por órdenes de la Otra Madre, atrapará a Coraline. En la película, el padre tiene una forma de calabaza podrida con la misión de traerla a casa y al perseguirla por el sendero de flores, le da una de las almas de los niños y se ahoga en el lago del jardín.

- En el libro, al escapar del "Otro Mundo" Coraline se queda dormida junto con el gato hasta que sus padres llegan, después de un rato. En la película ellos aparecen en ese mismo instante, mojados y con apariencia de haberse ido solo unos momentos sin recordar haber sido secuestrados y encerrados en la esfera de nieve.

- En el libro, a Coraline le tomó días tirar la mano al pozo. En la película lo hace esa misma noche.

- En la película cuando Coraline sueña y aparecen los niños fantasmas ya liberados, todos ellos tienen alas y la escena trascurre en un espacio azul parecido al cielo; en el libro Coraline sueña que está en un campo de pícnic con los tres niños, jugando con ellos comiendo y riéndose, y solo una posee alas, los otros dos caminan.

- En el libro cuando Coraline hace la apuesta con la Otra Madre, le pide que jure que mantendrá su palabra de liberarla si gana el juego, la Otra Madre jura primero por la tumba de su madre, aclarando que ella misma la puso allí y cuando intentó escabullirse la volvió a enterrar. Al escuchar esto Coraline le pide que jure sobre otra cosa para fiarse de su palabra y la Otra Madre jura sobre su mano derecha; en la película la otra madre no jura sino que le da la pista de que en cada una de las maravillas que hizo especialmente para ella se encuentran los ojos de los fantasmas a plena vista.

- En el libro cuando Coraline va en busca de sus padres aprisionados por la Otra Madre, la casa se va quedando sin muebles y en la repisa de la chimenea solo hay una esfera de cristal; mientras que en la película la casa mantiene los muebles herrumbrosos y en la repisa de la chimenea hay más de una esfera.

- En el libro cuando Coraline regresa por primera vez del "otro mundo" ella hace una historia de una bailarina de pies de salchicha, en la película esto no pasa.

- En el libro, se menciona que el espectáculo de las señoritas Spink y Forcible nunca termina; en la película solo se ve que dan el espectáculo una vez.

- En la película, cuando los papás de Coraline vuelven del otro mundo Coraline afirma que ella los liberó y sus papás no quieren creerle; en el libro Coraline nunca les habla del otro mundo.

- En el libro, se menciona que cerca de la casa hay una cancha de tenis; en la película la cancha nunca aparece.

- En el libro, poco antes de que Coraline fuera a explorar su casa, ve la televisión y lee sus libros. En la película esto nunca pasa.

- En el libro se dice que la puerta que va al otro mundo es de tamaño normal, de tamaño estándar, en la película es muy pequeña, lo suficiente para que pueda pasar una niña de su estatura y agachándose.

- En el libro Coraline tiene pesadillas con ratas que dan mensajes escalofriantes. En la película eso nunca sucede.

- En la película las señoritas Spink y Forcible sacan la piedra de una copa de dulces viejos, en el libro es de un tarro, y se la dan desde un principio cuando la señora Spink le lee las hojas de té y le dice que está en un gran peligro.

- En el libro, Coraline cruza la puerta días después de haberla descubierto. En la película es esa misma noche.

- En el libro, cuando termina la historia, el Sr. Bobo le ofrece un espectáculo de ratones a Coraline. En la película termina en una fiesta de jardín que Coraline organizó con sus padres para que todos los vecinos arreglaran el patio y el Sr. Bobinski le promete un espectáculo de ratones a Coraline.

- En la película, la "Otra madre" se transforma en una versión más tétrica de la verdadera madre de Coraline cuando se enoja con ella. En el libro es así desde su aparición, siendo todo una ilusión para Coraline.

- En el libro, Coraline decide desafiar a la Otra Madre dos días después de descubrir que sus padres han desaparecido. En la película lo hace esa misma noche.

- En el libro Coraline nunca entró a la casa del Otro Sr. Bobo más que para conseguir una de las almas de los niños. Este solamente entra a su habitación para hacerle una pequeña demostración de lo que podían hacer las ratas.

- En el libro, cuando Coraline termina de cenar, su Otra Madre la invita a jugar con las ratas en su habitación y ella acepta. En la película esta le propone jugar a las escondidas en la lluvia pero Coraline prefiere dormir.

- En el libro cuando Coraline y su madre van a comprar los uniformes dejan a su padre en una estación de ferrocarril para que fuera a visitar a unas personas en Inglaterra. En la película lo dejan en una editorial para que entregue el catálogo de jardín.

- En el libro antes de que Coraline fuera a retar a la bruja, le cuenta al gato una historia de cuando ella y su padre fueron a explorar un descampado. En la película esto no pasa.

- En la película, la luna se va eclipsando con la sombra de un botón como contador del tiempo que le queda a Coraline para encontrar el alma de los niños. En el libro, jamás se menciona este acontecimiento.

- En el libro, lo que los niños le piden buscar a Coraline es su alma, y en la película, sus ojos.

- En el libro se describe a Coraline con cabello color negro azabache como su madre, asimismo ella parece ser algo más conviviente con sus padres y ellos con ella son de modo opuesto, haciendo que ella sea de actitud más pensativa y pesimista. En la película Coraline tiene el cabello teñido de azul, teniendo una actitud negativa ante todo, y sus padre más que enfáticos y estrictos, son de actitud más flemática y metódica, aunque sin prestarle mucha atención a su hija.

- En la película la madre de Coraline parece tener una fractura en el cuello por un accidente de coche, en el libro jamás se menciona.

- En el libro los padres de Coraline si bien se enfocan en la jardinería, jamás mencionan tener algún proyecto en el jardín, mientras que en la película planearon toda una decoración para Coraline.

## Escenas eliminadas
- Una pequeña secuencia mostraba al verdadero Padre de Coraline cocinando la desagradable cena mientras la verdadera Madre se queja de no usar el portátil.
- La escena en la que aparecen los ratones detrás de los ladrillos originalmente se planeó para que aparecieran y desaparecieran a la vez aparentando entrar al sueño de Coraline. Parte de esta se usó al final de los créditos finales.
- Otra escena mostraba a Coraline regresando de la niebla trayendo consigo varias rosas (marchitadas y arruinadas) pidiendo a su Madre que las incluya en su catálogo de jardinería además de decirle que extraña Michigán, a lo que la Madre responde que haga nuevos amigos, pero Coraline rechaza la idea de hacerse amiga de Wybie considerándolo un loco y negándose a llevar uniforme en su nueva escuela. Sin embargo, la Madre le da una hoja de papel para que se distraiga y Coraline dibuja varios círculos antes de pasar a la escena a la segunda noche de Coraline en el "Otro Mundo".
- Originalmente la escena en la que el Padre de Coraline eructa tras haber comido pizza ocurre poco antes de que Coraline duerma la misma noche en que venció a la "Otra Madre". Henry Selick decidió eliminar la escena para colocarla al final de la película.
- La escena en la que los fantasmas de los niños visitan a Coraline tras haber derrotado a la "Otra Madre" es más larga mostrando a Coraline saludando antes a los fantasmas de los niños ahora convertidos en ángeles. Este saludo se deshechó en la película
- Una pequeña secuencia muestra a Myriam Spink buscando a Coraline que ha abandonado su apartamento.
- Una discusión entre Coraline y su Madre.
- Una visión alterna de la llegada de Coraline a la sala de estar en la que se encuentra la puerta secreta.
- La llegada de Coraline a la "otra sala" poco antes de pedir vanamente a la "Otra Madre" volver a su verdadero mundo.
- Coraline describe a los falsos ratones y reconoce a la hermana desaparecida de la abuela de Wybie.

## Premios y nominaciones

### Premios Óscar
| Año  | Categoría              | ganó                   | Resultado |
| ---- | ---------------------- | ---------------------- | --------- |
| 2009 | Mejor película animada | Mejor película animada | Nominada  |

### Premios BAFTA
| Año  | Categoría              | Resultado |
| ---- | ---------------------- | --------- |
| 2009 | Mejor película animada | Nominada  |

### Premios de la Crítica Cinematográfica
| Año  | Categoría              | Resultado |
| ---- | ---------------------- | --------- |
| 2009 | Mejor película animada | Nominada  |

### Globo de Oro
| Año  | Premio               | Categoría              | Resultado |
| ---- | -------------------- | ---------------------- | --------- |
| 2009 | Premios Globo de Oro | Mejor película animada | Nominada  |